# فقط یک لحظه (فیلم)
فقط یک لحظه (به هندی: Bas Ek Pal) فیلمی محصول سال ۲۰۰۶ و به کارگردانی اونیر است. در این فیلم بازیگرانی همچون جوهی چاولا، اورمیلا ماتوندکار، جیمی شرگیل، سانجای سوری، ریحان اینجینیر و یاشپال شارما ایفای نقش کرده‌اند.